# 翼椎龍屬

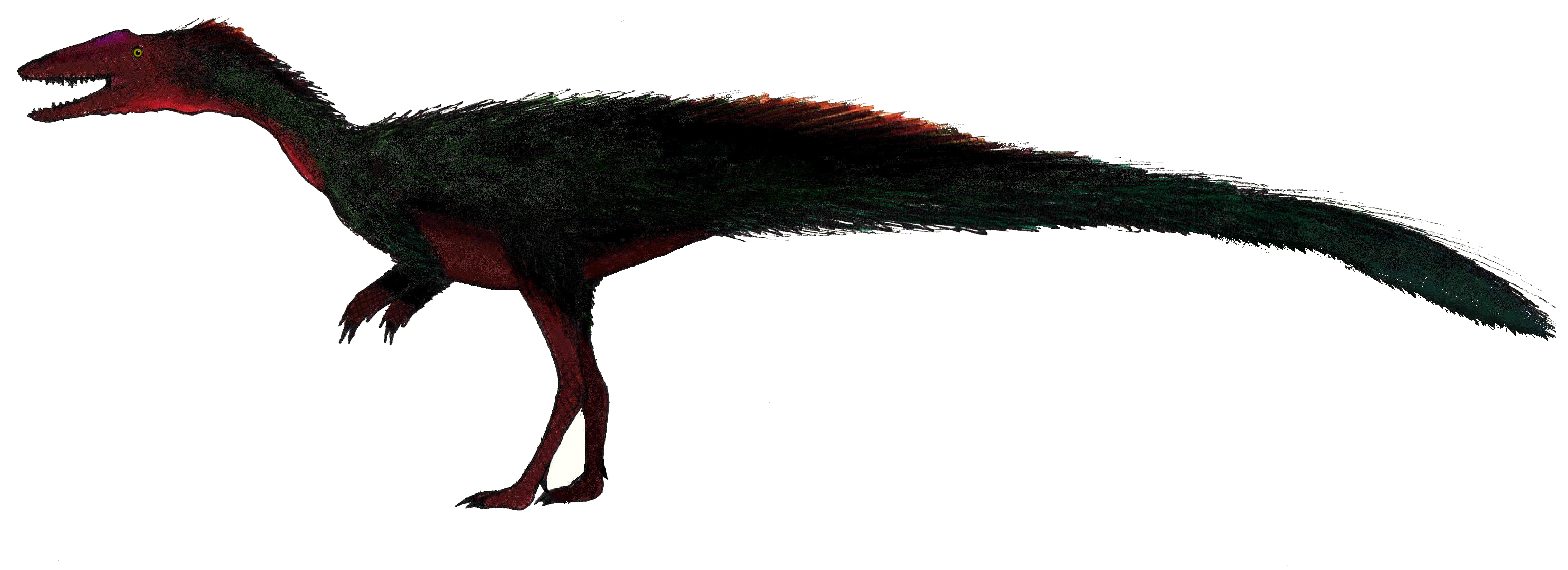
翼椎龍的想像圖

翼椎龍屬（屬名：Pterospondylus）意為「如翼般的脊椎骨」，是獸腳亞目腔骨龍超科恐龍的一屬，狀態為疑名，生存於三疊紀晚期的德國，化石發現於特羅辛根組（Trossingen Formation）。模式種是P. trielbae，是由奥托·耶克爾（Otto Jaekel）在1913年到1914年間，根據一個背椎而敘述、命名。翼椎龍有時被認為與原美頜龍是同種動物，或者是原美頜龍的一個異名；儘管翼椎龍的化石只有一個脊椎骨，但脊椎骨的大小卻是原美頜龍相應骨頭的兩倍。